# 無頼船長トラップ
『無頼船長トラップ』（ぶらいせんちょうトラップ、原題：TRAPP'S WAR）は、1974年に発表されたブライアン・キャリスンの海洋冒険小説。続編に『無頼船長の密謀船』、『無頼船長と中東大戦争』、『Crocodile Trapp』（未訳）、『Trapp's Secret War』（未訳）がある。

## 物語
第二次世界大戦の戦火が激しさを増していた1942年、夏。舞台は地中海。「自称」中立のトラップ船長は、連合国にも枢軸国にも加担せず、オンボロ船「カロン号」で北アフリカやマルタ島で密輸を続けていた。しかし、そこに目を付けたイギリス海軍は、カロン号に大砲を装備させて「偽装船」に改造し、北アフリカのロンメルの補給線寸断に向かわせる作戦を立てた。まともに考えれば生還の見込みは無い自殺同然の無謀な作戦だったが、多額の報奨金に目がくらんだトラップや無理やり副長に任命されたミラー大尉たちを乗せ、カロン号は出港した。こうして、「オペレーション　ステイツスク（三途の川作戦）」は開始されたのだった。

## 登場人物
エドワード・トラップ
カロン号の船長。筋骨隆々たる大男。金儲けを何より優先させ、そのためには部下の命はもちろん、自分の命させ危険な目にあわせる悪党。世の中全てに不満を持ち、「自分が正しい。世界が間違っている」との信念を持つ。第一次世界大戦では商船乗組員からイギリス海軍に志願し士官候補生として勤務した愛国心ある青年だったが、乗り込んだ武装商船が撃沈され、トラップだけが生き残りドイツ軍の捕虜となった。終戦後にイギリスに復員してきたが、そのときには、戦争・海軍・および祖国イギリス全てに愛想を尽かしており、世界の裏社会で生きるようになる。
ミラー
イギリス海軍予備役大尉。元は商船乗りの航海士、乗船していた船が撃沈されたため、マルタ島で陸上勤務についていたときに不幸にもトラップと出会う。いたって常識的な軍人であり、「常識的でない」トラップ達に四苦八苦する。
ゴーブルズ・ウイリイ
カロン号の船員。スコットランド出身の小男。副長として乗船したミラーを叩き出そうとしたが、返り討ちにあい、ボコボコにされる。それ以来はおとなしくミラーの指示に従っている。
アル・クビゼック
カロン号の機関長。元アメリカ海軍の軍人だったが、戦争が始める前に脱走し、カロン号に乗り込んだ。
バビキアン
カロン号の二等航海士。元はレバノンの売春宿の副支配人だった。臆病ですぐに騒ぎ立てる性格から、「パニック班（救命ボートで逃げ出すフリをする係）」に任命される。
クロッカー
イギリス海軍砲術科兵曹長。砲術班長としてカロン号に乗り込む。喧嘩っ早い性格で、その為に減給・営巣行きもしばしば。優秀な砲術員でもあり、部下からの信頼も厚い。
ジェームズ
イギリス海軍提督。マルタ島における海軍の責任者で、オペレーション　ステイツスク（三途の川作戦）の立案者でもある。